# Université de Chongqing
L'université de Chongqing (重庆大学) est une université chinoise située à Chongqing. Elle accueille environ 57 000 étudiants, et fait partie du  Programme 985.

## Historique
Fondée en 1929, elle a fusionné en 2000 avec l'université de Chongqing Jianzhu et le collège d'architecture de Chongqing.

## Enseignants
- Shuzhen Zhou, géographie.